# CASP4
CASP4 (англ. Caspase 4) – білок, який кодується однойменним геном, розташованим у людей на 11-й хромосомі. Довжина поліпептидного ланцюга білка становить 377 амінокислот, а молекулярна маса — 43 262.
| 10         |  | 20         |  | 30         |  | 40         |  | 50         |
| ---------- |  | ---------- |  | ---------- |  | ---------- |  | ---------- |
| MAEGNHRKKP |  | LKVLESLGKD |  | FLTGVLDNLV |  | EQNVLNWKEE |  | EKKKYYDAKT |
| EDKVRVMADS |  | MQEKQRMAGQ |  | MLLQTFFNID |  | QISPNKKAHP |  | NMEAGPPESG |
| ESTDALKLCP |  | HEEFLRLCKE |  | RAEEIYPIKE |  | RNNRTRLALI |  | ICNTEFDHLP |
| PRNGADFDIT |  | GMKELLEGLD |  | YSVDVEENLT |  | ARDMESALRA |  | FATRPEHKSS |
| DSTFLVLMSH |  | GILEGICGTV |  | HDEKKPDVLL |  | YDTIFQIFNN |  | RNCLSLKDKP |
| KVIIVQACRG |  | ANRGELWVRD |  | SPASLEVASS |  | QSSENLEEDA |  | VYKTHVEKDF |
| IAFCSSTPHN |  | VSWRDSTMGS |  | IFITQLITCF |  | QKYSWCCHLE |  | EVFRKVQQSF |
| ETPRAKAQMP |  | TIERLSMTRY |  | FYLFPGN    |  |            |  |            |

A: Аланін

C: Цистеїн

D: Аспарагінова кислота

E: Глутамінова кислота

F: Фенілаланін

G: Гліцин

H: Гістидин

I: Ізолейцин

K: Лізин

L: Лейцин

M: Метіонін

N: Аспарагін

P: Пролін

Q: Глутамін

R: Аргінін

S: Серин

T: Треонін

V: Валін

W: Триптофан

Кодований геном білок за функціями належить до гідролаз, протеаз, тіолових протеаз, фосфопротеїнів. 
Задіяний у таких біологічних процесах, як імунітет, вроджений імунітет, запальна відповідь, ацетилювання, альтернативний сплайсинг. 
Локалізований у цитоплазмі, мембрані, мітохондрії, ендоплазматичному ретикулумі.
Також секретований назовні.